# Editorial Gredos
Editorial Gredos és una editorial en llengua castellana pertanyent des de 2006 al Grup RBA i amb seu a Barcelona. Es dedica a la publicació de llibres relacionats amb la lexicografia, la filologia hispànica i el món grecollatí.

## Història
Va ser fundada el 1944 per Hipólito Escolar, Julio Calonge, Severiano Carmona i Valentín García Yebra amb el propòsit de posar remei a la manca de llibres científics i d'estudi de qualitat en castellà. A tots ells s'uniria posteriorment José Oliveira Bugallo, aportant-hi el seu coneixement del món editorial.
Gredos va iniciar la seva trajectòria editorial de la mà de la col·lecció «Clásicos anotados y bilingües», els quals descobririen un mercat nou: el dels textos escolars llatins i grecs. L'èxit d'aquests llibres escolars van permetre Gredos de crear la «Biblioteca románica hispánica», fundada i dirigida per Dámaso Alonso, en la qual van publicar les màximes autoritats del camp filològic i els pròcers de nombroses escoles lingüístiques. La col·lecció es va completar i enriquir amb l'aparició de dos referents de la lexicografia, el Diccionario crítico etimològico castellano e hispànico de Joan Corominas i el Diccionario del uso del español de María Moliner.

## Col·leccions
Les col·leccions «Filosofía» i «Economia», així com la «Universitària», no van fer especial fortuna. La de «Grandes Manuales» va perdurar durant uns anys, mentre que la Historia del Arte de Juan José Martín González i la Historia de la literatura de Juan Luis Alborg van suposar un gran èxit.
Carlos García Gual va convèncer a Calonge i García Yebra de crear la Biblioteca Clásica, un compendi de tot el llegat clàssic grecollatí.Sebastià Mariner es va fer càrrec de la selecció de les obres llatines, fins que a la seva mort el van succeir José Javier Iso i José Luis Moralejo. El propi García Gual es va ocupar de les gregues. Entre 1977 i 2017, se'n publicaren 415 volums amb la traducció de les obres clàssiques gregues i llatines, incloses les d'època romana d'Orient fins al segle vi. A més dels grans noms de l'antiguitat clàssica incloïa autors menors, peces científiques i textos extrets de fonts marginals com ara papirs, inscripcions o fragments. Les traduccions, de qualitat i rigor filològic, es basen en les edicions crítiques més prestigioses i van acompanyades d'extensos estudis introductoris i notes. Sovint, eren les primeres traduccions al castellà d'autors i d'obres. La col·lecció s'identifica per una relligadura en tapa dura, de símil pell de color fosc amb lletres daurades i, al llom, el logotip de l'editorial, el dibuix de la cabra salvatge ibèrica, obra de García Yebra.
La intenció era traduir totes les obres conegudes d'aquest període, però va quedar interrompuda el 2017. Per a substituir-la, Gredos, ja pertanyent a RBA, ha començat el 2019 una nova col·lecció, Biblioteca clásica, que té previst de reeditar 150 volums amb les obres més significatives publicades en la col·lecció anterior.,
Les seves darreres iniciatives han estat una línia d'obres lexicogràfiques agrupades sota la marca «María Moliner»; la «Biblioteca Básica», que ofereix alguns títols de la «Biblioteca Clásica» en format de butxaca; la «Nueva Biblioteca Románica Hispànica», dirigida per Francisco Rico; la d'«Estudios Clásicos», que reuneix monografies dels grans clàssics; la de «Grandes Obras de la Cultura Occidental» i la «Biblioteca de Grandes Pensadordes», 38 volums luxosament enquadernats, que recullen obres filosòfiques des del segle IV aC fins al present.

## Premis
El Ministeri d'Educació i Cultura va concedir-li el Premi Nacional a la Millor Labor Editorial Cultural de 1996 com a reconeixement de la seva llarga trajectòria; i recentment la Societat Espanyola d'Estudis Clàssics li va atorgar el Premi a la Promoció i Difusió dels Estudis Clàssics de 2006.